# Proms

Logo der BBC Proms (2022)

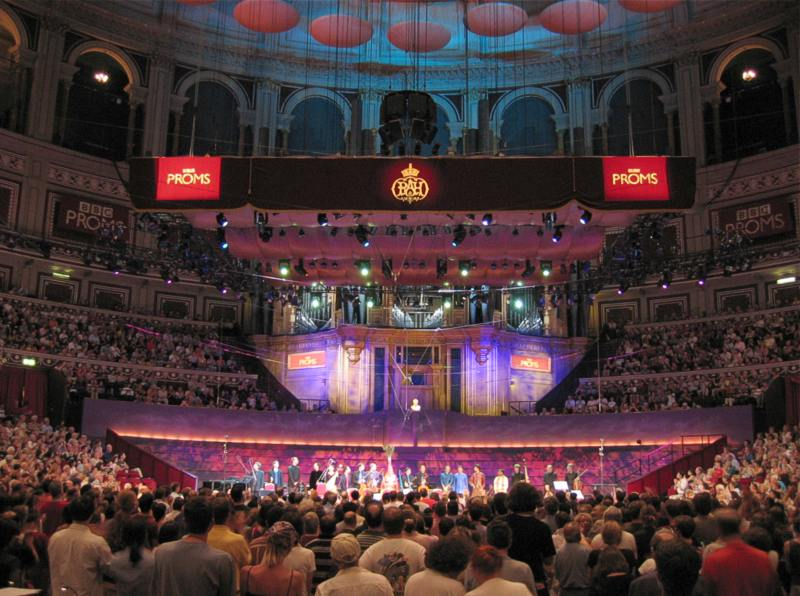
Ein Promenadenkonzert in der Royal Albert Hall 2004. Im Hintergrund vor der Orgel ist die Büste von Henry Wood zu sehen.

Die Proms sind eine traditionelle Sommerkonzertreihe in London. Alljährlich finden zwischen Juli und September täglich Konzerte mit klassischer Musik, insgesamt über 70 an der Zahl, statt, hauptsächlich in der Royal Albert Hall in Kensington.

## Begriff und Besonderheiten
Die englische Kurzbezeichnung Proms steht für promenade series. Die Proms haben ihre Wurzeln dabei tatsächlich in den traditionellen, seit dem 18. Jahrhundert beliebten, ebenfalls in London entstandenen Promenadenkonzerten. Sie entwickelten sich jedoch schnell zu einem einzigartigen Musikfestival, das mit den Promenadenkonzerten allenfalls Gemeinsamkeiten in der Ausrichtung auf ein breites Publikum und einzelne Veranstaltungen mit populären Musikstücken aufweist. Auch der namentliche Bezug blieb erhalten. Bei Konzerten in der Royal Albert Hall gibt es neben den Sitzplätzen auch sehr preiswerte Stehplätze (2024: acht Pfund pro Konzert). Die Besucher, die sich für diese Plätze direkt vor der Bühne (in der Arena) oder auf der Galerie entscheiden, werden Promenaders (engl. ‚Spaziergänger‘) oder kurz Prommers genannt. Viele von ihnen besuchen die Konzerte schon seit Jahrzehnten, manche seit mehr als 40 Jahren. Einige verpassen während einer Saison kein einziges Konzert. Jedes Konzert wird live im BBC Radio 3 übertragen.
Die Proms haben traditionell keine Kleiderordnung. Die Konzertbesucher kommen oft direkt von der Arbeit (oder an freien Tagen aus den benachbarten Kensington Gardens) und sind dementsprechend angezogen: Vom Business-Anzug bis hin zu legerer Freizeitkleidung ist alles zu sehen. Selbst kurze Hosen, T-Shirts und Trainingsanzüge gehören vor allem unter den Stehplatzzuschauern in der Arena zum normalen Bild. In der Pause finden auf dem Boden der Arena sogar kleine Picknicks statt. Aufmerksamkeit erregt bei den Proms eher schon feine Abendgarderobe: Sie wird meist von Touristen getragen, die mit den Ritualen der Proms nicht vertraut sind.
Die Proms werden außerhalb von Großbritannien oft fälschlicherweise mit der berühmten Last Night of the Proms, dem jeweiligen Abschlusskonzert einer Saison, gleichgesetzt. Dadurch entsteht das Missverständnis, dass Verkleidungen, Tröten, Fähnchen und witzige Zwischenrufe auch während der übrigen Konzertsaison zu beobachten seien. Das trifft jedoch genauso wenig zu wie die Annahme, das Programm der Proms bestehe ausschließlich aus leicht zugänglichen, populären Werken („Schunkelklassik“). Stattdessen gelten die Prommers in der Musikwelt als außergewöhnlich leises, diszipliniertes, fachkundiges und aufgeschlossenes Publikum. Viele Konzerte der Proms bestehen außerdem aus zeitgenössischen, experimentellen oder wenig bekannten Werken der Kunstmusik.

## Geschichte
Das erste Proms-Konzert fand am 10. August 1895 in der Queen’s Hall am Londoner Langham Place statt. Es wurde von Robert Newman initiiert. Die Konzertreihe entstand aus der Idee heraus, auch Menschen anzusprechen, die sich normalerweise nicht für klassische Konzerte interessieren. Sie sollten mit günstigen Kartenpreisen und einer zwangloseren Atmosphäre (Essen, Trinken und Rauchen wurden ausdrücklich erlaubt) von einem Konzertbesuch überzeugt werden.
Untrennbar mit den Konzerten verbunden ist der Dirigent Sir Henry Wood. Er war der musikalische Leiter des ersten Konzerts und hatte großen Anteil an der Erweiterung des Repertoires der späteren Konzerte. Seit den 1920er Jahren beinhalten die Konzerte auch populäre, weniger anspruchsvolle Werke von zeitgenössischen Komponisten wie Claude Debussy, Richard Strauss und Ralph Vaughan Williams. Während der „Last Night of the Proms“ wird Woods Büste, die vor der Orgel in der Royal Albert Hall aufgebaut ist, von Vertretern der Promenaders mit Lorbeerblättern geschmückt.
1927 übernahm die BBC, die in der Nähe der Queen’s Hall im Broadcasting House heute noch Radioprogramme produziert, die Leitung der Konzerte. Die erste Übertragung fand am 13. August 1927 statt. 1930 wurde das BBC Symphony Orchestra gegründet, das nun auch die meisten Konzerte bespielte. Zu dieser Zeit gab es einzelne Konzerte, die ausschließlich bestimmten Komponisten gewidmet waren: Beispielsweise am Montag Richard Wagner, am Freitag Ludwig van Beethoven und an anderen Tagen weitere bedeutende Komponisten. Sonntags wurden keine Konzerte veranstaltet.
Mit dem Beginn des Zweiten Weltkrieges im Jahre 1939 zog sich die BBC von der Ausrichtung der Konzertreihe zurück. Die Proms wurden mit privater Unterstützung fortgesetzt, bis die Queen’s Hall 1941 nach einem Luftangriff ausbrannte. Ein Jahr darauf wechselten die Konzerte in ihre jetzige Heimstatt, die Royal Albert Hall und die BBC übernahm wieder die Veranstaltung.
Ab den 1950er Jahren spielten auch immer mehr Gastorchester bei den Proms. 1963 übernahmen die ersten internationalen Stardirigenten (wie Leopold Stokowski, Georg Solti und Carlo Maria Giulini) die Leitung, und 1966 spielte mit dem Radioorchester Moskau das erste ausländische Ensemble bei den Proms. Inzwischen ist fast täglich ein international renommiertes Spitzenorchester mit namhaften Solisten und Dirigenten zu hören.
Ein weiterer bedeutender Dirigent der Promenadenkonzerte war Sir Malcolm Sargent. Er leitete sie von 1948 bis 1966 als Chefdirigent. Eine nach ihm benannte Wohltätigkeitsorganisation veranstaltet jedes Jahr kurz nach Ende der Konzertsaison ein spezielles Promenadenkonzert.
Der heutige Spielplan der Promenadenkonzerte umfasst neben traditionell zeitgenössischen Klassikwerken auch Alte Musik.
Wegen der Covid-19-Pandemie wurde die Last Night 2020 ausnahmsweise in einem leeren Konzertsaal ohne Publikum aufgeführt. Im Jahr 2022 endeten die Proms infolge des Todes von Königin Elisabeth II. vorzeitig am 8. September; die beiden letzten Konzerte, darunter die Last Night, wurden sehr kurzfristig abgesagt.

## „Last Night of the Proms“

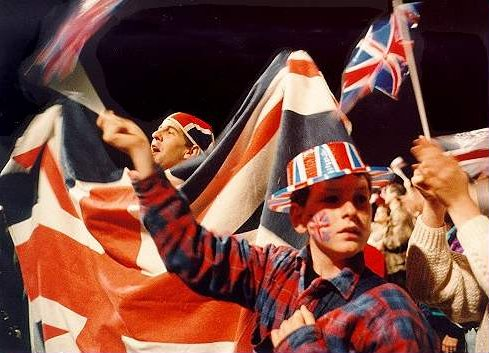
Geschminkt, Fahnen schwenkend und enthusiastisch – so sehen typische Besucher der „Last Night“ aus.

Die legendäre „Last Night of the Proms“, das Abschlusskonzert, das außerhalb von Großbritannien viel bekannter ist als die eigentliche Konzertsaison, findet in einer sehr gelösten Atmosphäre statt. Neben populärer Klassik wird in der zweiten Hälfte des Konzertes eine Reihe sogenannter patriotischer Werke aufgeführt. Dazu zählen unter anderem Hubert Parrys Vertonung von William Blakes Gedicht And did those feet in ancient time (Die Hymne trägt zwar den Titel Jerusalem, das Gedicht selbst hat bei Blake jedoch keinen Titel. Es ist Teil seiner Dichtung Milton. Blakes Dichtung Jerusalem hat nichts mit dem Gedicht zu tun.), Edward Elgars Pomp and Circumstance March Nr. 1 (Land of Hope and Glory) und Rule, Britannia! Bei den genannten Stücken ist es Tradition, dass das Publikum mitsingt und teilweise Union-Jack-Fähnchen schwingt und ebensolche Hüte trägt. Die „Last Nights of the Proms“ verbinden dabei karnevalistische Fröhlichkeit mit der Feierlichkeit eines klassischen Konzerts. Als Protest gegen den Brexit sind seit 2016 im Publikum zunehmend Europaflaggen zu sehen.
Das Konzert endet damit, dass die Nationalhymne gesungen wird, Zugaben erfolgen nicht; wobei oftmals vom Publikum allein Auld Lang Syne angestimmt wird. Oft stimmt der Chor dabei auch mit ein.
Auf Wunsch des bis 2004 amtierenden musikalischen Leiters des BBC Symphony Orchestra, des amerikanischen Dirigenten Leonard Slatkin, wurde der patriotische Anteil der „Last Night“ verringert. Von 2002 bis 2007 wurde Rule Britannia nicht mehr als eigenes Stück, sondern nur noch als Teil von Henry Woods Fantasia on British Sea Songs, eines weiteren traditionellen Werks der „Last Night of the Proms“, gespielt. Die Entscheidung, die „Last Night“ auf diese Weise zu „entschärfen“, wurde von einigen Promenaders begrüßt, während sie von anderen als übertriebene Political Correctness kritisiert wurde. Seit 2008 wird jedoch wieder die ursprüngliche Version aufgeführt.
2016, nach dem erfolgreichen Brexit-Volksentscheid, verteilte eine Gruppe von EU-Befürwortern zahlreiche aus Spenden finanzierte Europaflaggen, womit das Publikum demonstrieren sollte, „wie Musikliebhaber die EU wertschätzen“. Ein Geldgeber der „Brexit“-Kampagne konterte diesen von ihm empfundenen Angriff auf die „Bastion der britischen Kultur und Identität“ mit der Anschaffung zusätzlicher Union Jacks im Wert von 10.000 £.
Am 13. September 2008 dirigierte erstmals Sir Roger Norrington die Last Night of the Proms. Am 7. September 2013 leitete Marin Alsop als erste Dirigentin die Last Night.
Das Interesse an der Last Night übersteigt die Kapazitäten der Royal Albert Hall um ein Vielfaches. Daher ist es sehr schwer, Eintrittskarten für dieses Konzert zu bekommen. Wer mindestens fünf der regulären ‚Proms‘ besucht hat, nimmt an einer Verlosung um Last-Night-Karten teil. Damit auch Touristen eine Möglichkeit zum Besuch des Abschlusskonzerts haben, gibt es für Reiseveranstalter spezielle Kartenkontingente. Allerdings übertragen verschiedene Fernsehsender die Last Night, in Deutschland der NDR und 3sat. Die Übertragung wird auch in den ARD-Kulturwellen – bis einschließlich 2015 mit Ausnahme des Bayerischen Rundfunks – übernommen, seit 2009 im Rahmen des ARD-Radiofestivals. Dabei werden auch Teile der Konzerte, die gleichzeitig in Nordirland, Wales und Schottland stattfinden, gezeigt. Radio Ö1 von ORF überträgt seit 1996, präsentiert von Peter Kislinger, das gesamte Konzert live.

### „Proms in the Park“

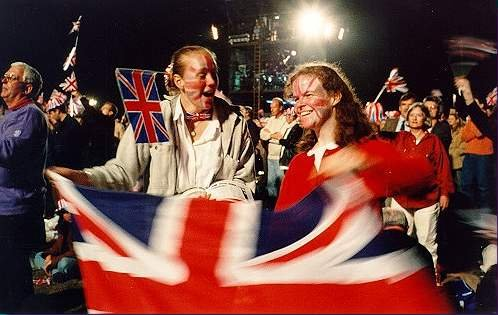
28.000 Menschen erlebten 1996 das erste Festival „Proms in the Park“ im Londoner Hyde Park mit. Zum Abschluss des Live-Konzerts wurde aus der Royal Albert Hall per Großleinwand übertragen.

Weil die Royal Albert Hall den Andrang des Publikums nicht mehr bewältigen konnte, wurde die „Last Night“ 1996 um die „Proms in the Park“ ergänzt. Parallel zur klassischen Aufführung in der Albert Hall feierten seitdem bis zu 40.000 Personen im Hyde Park das musikalische Ereignis. Das Parkfestival hatte ein eigenes Live-Programm. Zum Abschluss wurde die Albert Hall per Großleinwand zugeschaltet, und die Zuschauer im Park stimmten mit in die traditionellen patriotischen Werke ein. In gleicher Weise feierten Nordiren, Schotten und Waliser einige Jahre lang gleichzeitig in Parks von Belfast, Glasgow, Swansea und Manchester mit.
Die letzten offiziellen „Proms in the Park“ fanden 2019 statt. Die Freiluft-Veranstaltungen eröffneten auch den Touristen eine preiswerte Möglichkeit, die typische Atmosphäre einer „Last Night“ mitzuerleben.